# Resolution 425 des UN-Sicherheitsrates
Am 19. März 1978, fünf Tage nach der israelischen Invasion in den Libanon, wurde die Resolution 425 des Sicherheitsrates der Vereinten Nationen angenommen, die Israel dazu aufrief, unverzüglich seine Streitkräfte aus dem Libanon abzuziehen und die United Nations Interim Force in Lebanon (UNIFIL) konstituierte.

## Hintergrund
Die Resolution 425 wurde fünf Tage nach der israelischen Invasion in den Libanon, der Operation Litani, am 14. März 1978 angenommen. Der unmittelbare Anlass für diese Invasion war ein Anschlag auf einen israelischen Autobus bei Tel Aviv am 11. März 1978, der durch Mitglieder der Palästinensischen Befreiungsorganisation (PLO) begangen worden war, die 37 Israelis getötet und 76 Menschen verletzt hatten. Allerdings war dieser Anschlag nur der letzte und fatalste in einer Reihe von Anschlägen, die von libanesischem Territorium aus geführt worden waren (siehe auch Avivim-Schulbus-Anschlag und Ma’alot-Massaker).
Das erklärte Ziel der Operation Litani war die Vernichtung der Stellungen der PLO im Libanon südlich des Litani-Flusses, um die Sicherheit im Norden Israels zu gewährleisten.
Aufgrund des Verlangens der libanesischen Regierung suchten die Vereinten Nationen, geführt von den USA, eine Friedenstruppe für das Gebiet, welches Israel besetzt hatte, um den Rückzug der israelischen Streitkräfte herbeizuführen und die Autorität der libanesischen Regierung im südlichen Libanon wiederherzustellen.

## Resolutionstext
“The Security Council,

Taking note of the letters from the Permanent Representative of Lebanon and from the Permanent Representative of Israel,

Having heard the statement of the Permanent Representatives of Lebanon and Israel,
Gravely concerned at the deterioration of the situation in the Middle East and its consequences to the maintenance of international peace,

Convinced that the present situation impedes the achievement of a just peace in the Middle East,

1. Calls for strict respect for the territorial integrity, sovereignty and political independence of Lebanon within its internationally recognized boundaries;

2. Calls upon Israel immediately to cease its military action against Lebanese territorial integrity and withdraw forthwith its forces from all Lebanese territory;

3. Decides, in the light of the request of the Government of Lebanon, to establish immediately under its authority a United Nations interim force for Southern Lebanon for the purpose of confirming the withdrawal of Israeli forces, restoring international peace and security and assisting the Government of Lebanon in ensuring the return of its effective authority in the area, the Force to be composed of personnel drawn from Member States;

4. Requests the Secretary-General to report to the Council within twenty-four hours on the implementation of the present resolution.”

Nichtoffizielle Übersetzung:

„Der Sicherheitsrat,

Kenntnis nehmend von den Noten des Ständigen Botschafters des Libanons und des Ständigen Botschafters Israels,

Die Stellungnahme der Ständigen Botschafter des Libanons und Israels gehört habend,

Ernstlich besorgt über die Entwicklung der Situation im Nahen Osten und die Folgen für die Unterhaltung des internationalen Friedens,

Überzeugt, dass die gegenwärtige Situation das Erreichen eines gerechten Friedens im Nahen Osten verhindert,

1. Ruft auf zur strikten Einhaltung der territorialen Integrität, Souveränität und politischen Unabhängigkeit des Libanon innerhalb seiner international anerkannten Grenzen;

2. Ruft Israel auf, sofort seine Militäraktionen entgegen der libanesischen territorialen Integrität einzustellen und weiterhin seine Kräfte vom gesamten libanesischen Gebiet abzuziehen;

3. Entscheidet, hinsichtlich des Verlangens der Regierung des Libanon, sofort unter seiner Autorität eine Vorläufige Streitkraft der UN für den Südlichen Libanon aufzustellen, zu dem Zweck den Abzug der israelischen Kräfte zu bestätigen, den internationalen Frieden und die Sicherheit wiederherzustellen und der Regierung des Libanon zu assistieren beim Erreichen der Rückkehr seiner tatsächlichen Autorität in dem Gebiet, die Streitkraft soll gebildet werden durch Personal, das von den Mitgliedsstaaten gestellt wird;

4. Verlangt vom Generalsekretär, dem Sicherheitsrat innerhalb von vierundzwanzig Stunden von der Durchführung dieser Resolution Bericht zu erstatten.“

## Folgen
Die ersten UNIFIL-Truppen trafen im Libanon am 23. März 1978 ein, nur vier Tage nachdem die Resolution beschlossen worden war. Israel lehnte die Resolution ab und weigerte sich abzuziehen, da kein internationaler Druck ausgeübt wurde, um die Resolution zu unterstützen. Israel weitete seine Besetzung des Libanon in einer größeren Invasion aus, als im Juni 1982 israelische Truppen die Hauptstadt Beirut besetzten (siehe Libanonkrieg 1982). Weitere größere Angriffe gegen den Libanon fanden im Juli 1993 und April 1996 statt. (Siehe Operation Accountability und Operation Grapes of Wrath).
Im Mai 2000, mehr als 22 Jahre nach Beschluss der Resolution 425, zog Israel seine Truppen aus dem südlichen Libanon ab. Zuvor hatte die israelische Opposition starken Druck auf die Regierung ausgeübt, da sie keinen gültigen Grund erkennen möchten, dort zu bleiben und den libanesischen Widerstandsangriffen zu harren.
Der Generalsekretär der Vereinten Nationen hat beschlossen, dass Israel mit Wirkung vom Juni 2000 seine Truppen aus dem Libanon abgezogen und damit die Resolution 425 (1978) erfüllt hat. Der Libanon allerdings behauptet, dass Israel weiterhin libanesisches Land unter seiner Besetzung halte, hauptsächlich bei den Shebaa-Farmen. Israel hingegen sagt (unter Zustimmung der UN), dass die Shebaa-Farmen syrisches Gebiet seien und deswegen nicht der Resolution 425 unterliegen.
Libanon hat keine weitreichende Kontrolle über den südlichen Libanon, obwohl die Resolution 1391 (2002) dazu aufrief und dies mit der Resolution 1496 (2003) unterstützt wurde. Israel hat sich mehrfach über Libanons Handlungsweise beklagt.
Unmittelbar nach dem Abzug überflogen israelische Flugzeuge die Blaue Linie auf täglicher Basis, wobei sie tief in libanesischen Luftraum eindrangen. Seit Mitte Dezember 2005 hat die Zahl der israelischen Luftraumverletzungen abgenommen. Israelische Kriegsschiffe setzen ebenfalls die Verletzung libanesische Territorialgewässer fort. Am 22. Oktober 2005 wurde ein libanesischer Fischer als vermisst gemeldet. Sein Boot lief in Israel auf Grund und wurde durch die israelische Armee zurückgegeben. Es wies eine Reihe von Einschusslöchern auf. Die IDF (Israel Defence Forces) erklärte hierzu, dass sie aus Vorsichtsmaßnahmen das Feuer eröffnet hatte; das Boot sei allerdings bereits unbemannt gewesen. Entlang der Blauen Linie wurden viele andere Zwischenfälle verzeichnet, unter anderem Gewehrfeuer und Grenzverletzungen. Sowohl Israel als auch Libanon haben mehrfach Beschwerden hinsichtlich der Verstöße seitens der anderen Seite erhoben.
Die Hisbollah, eine schiitische paramilitärische Miliz, die faktisch die Souveränität über einen Großteil des südlichen Libanon hält, fährt fort von Zeit zu Zeit Angriffe auf israelische Truppen zu starten. Libanon ruft Israel auch auf, die Kriegsgefangenen freizulassen und Karten über die Landminen in dem besetzten Gebiet zu übergeben.